# Hyalarthrodosis monodi
Hyalarthrodosis monodi là một loài bọ cánh cứng trong họ Tenebrionidae. Loài này được Pierre miêu tả khoa học đầu tiên năm 1974.